# Городской подвал (Краков)

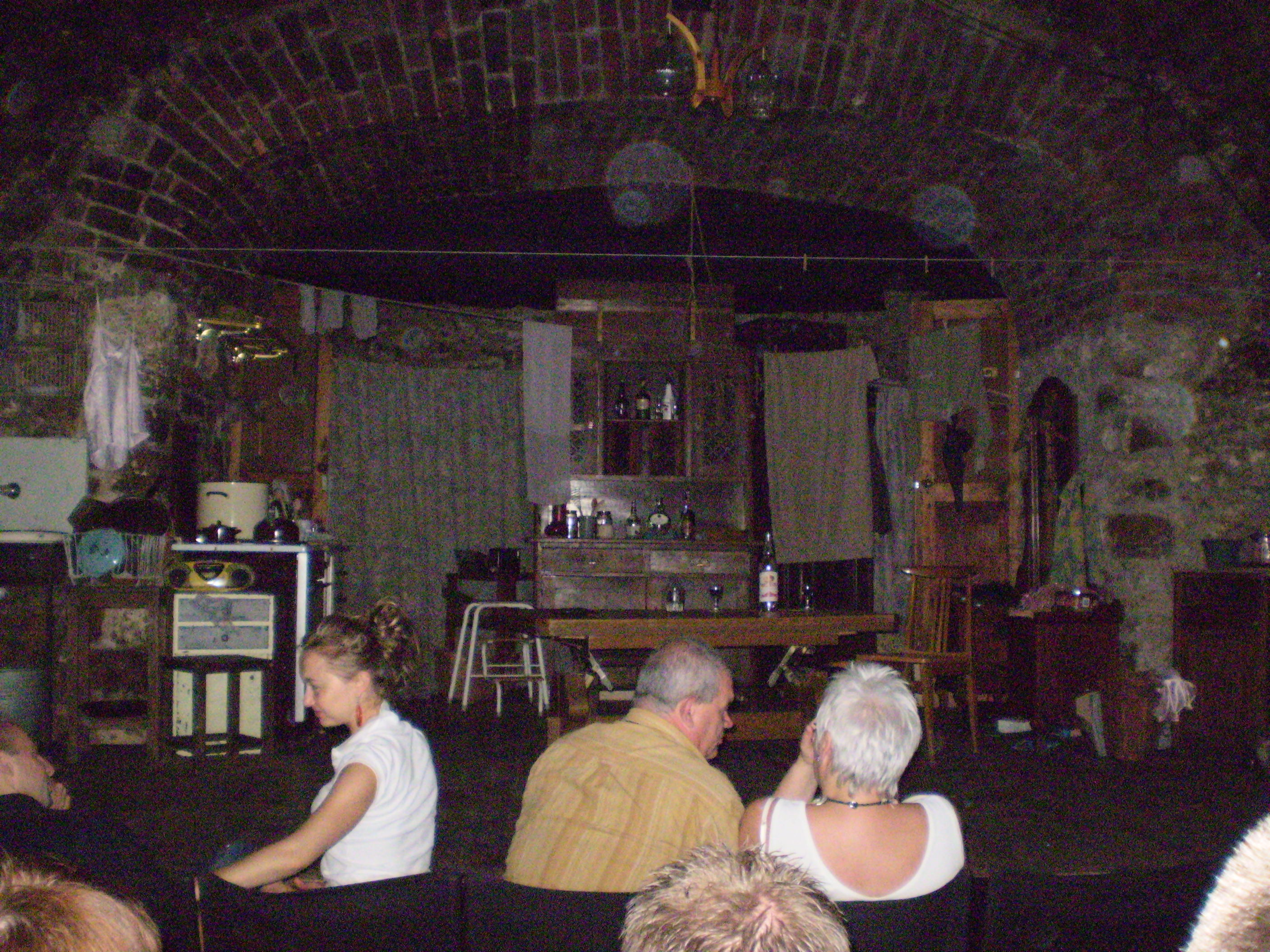
«Сцена под ратушей» краковского Народного театра

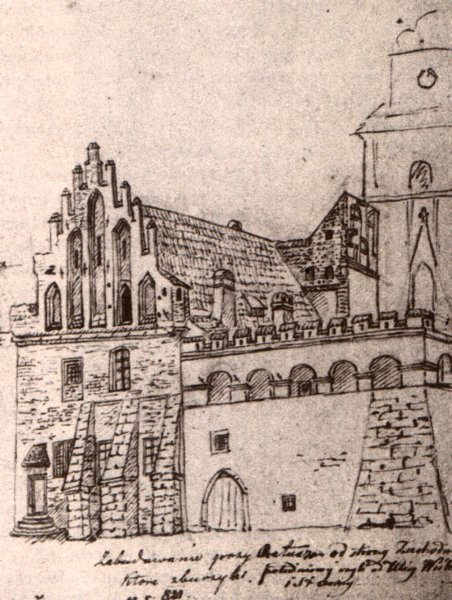
C левой стороны: Ратуша и прилегающие к ней справа казематы тюрьмы «Доротка». Между тюрьмой и находящейся справа башней ратуши находился внутренний дворик, где производились казни

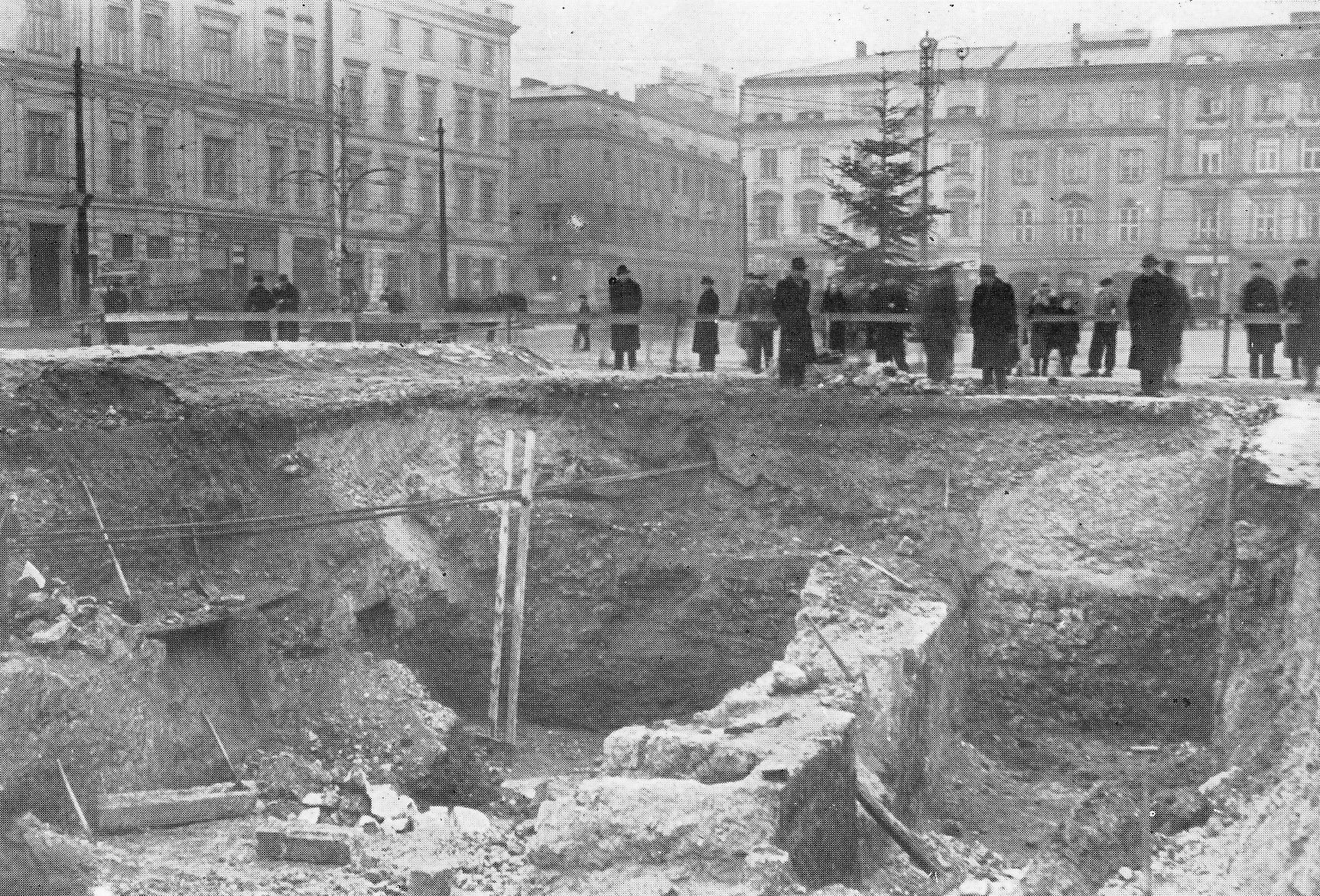
Во время строительства городского водосбора в Городском подвале (1943—1944 гг.). На фотографии показан участок под несуществующим Городским амбаром

Городской подвал (пол. Piwnica Miejska) — подвал, расположенный на краковской Главной площади под башней городской ратуши. В прошлом подвал имел бо́льшую площадь и также находился непосредственно под зданием ратуши и Городским амбаром. Подвал использовался в качестве пивной, корчмы и пыточных камер ратушной тюрьмы. В настоящее время Городской подвал используется в качестве театральной сцены Народного театра под названием «Сцена под ратушей»  и кофейни. Внесён в реестр охраняемых памятников Малопольского воеводства. Городской подвал является частью более обширных краковских подземелий, находящихся под Главной площадью.

## История
Городской подвал был сооружён во время строительства городской ратуши и амбара на рубеже XIII и XIV веков. Некоторая часть подвала использовалась в качестве тюрьмы со следственными камерами и казематами. Тюрьма называлась «Доротка». Здесь же находились помещение для краковского палача и залы для судебных заседаний. В 1547 году под южной стороне ратуши были сооружены камеры для несовершеннолетних преступников и должников. Внутренний двор между казематами и ратушей использовался как место казни.
Орудия пыток сегодня демонстрируются в музее «Дом Яна Матейко», который находится на улице Флорианской, 4.
C XV века в другой части Городского подвала находилась пивная «Свидница», названная именем города Свидница, где производилось пиво, доставляемое в Краков. Согласно законам того времени продажа пива находилась под монополией государства, поэтому городские власти обустроили в подвале ратуши пивную, которая позднее была переоборудована в корчму под названием «Szynk Indie». Название подвалов «Свидница» сохранялось вплоть до сноса ратуши, которое произошло в 1817—1820 годах.
В 1931 году подвал был внесён в реестр охраняемых памятников Малопольского воеводства(№ А-9)..
В 1943—1944 годах часть подвала была разрушена во время строительства городского водосбора. С 1983 по 1987 год в подвале находился «Старый театр Машкарон».
В настоящее время Городской подвал используется в качестве кофейни и театральной сцены Народного театра.